# علي بن محمد الرمضان
علي بن محمد الرمضان المقلّب بـالشهيد ويعرف أيضًا بـالشيخ علي الرمضان الشهيد (1771 - 1849 م) (1185 - 1265 هـ) فقيه جعفري وشاعر أحسائي سعودي. ولد في مدينة الهفوف بالأحساء وفيها نشأ تحت رعاية والده الفقيه محمد. سافر إلى بلاد فارس للتحصيل الفقهي وقضى معظم حياته في السياحة والأسفار متجولًا في بلدان عديدة فأقام في مدينة شيراز مدة طويلة حيث كان بها عدد من علماء الأحساء والبحرين. ثم عاد إلى مسقط رأسه في أواخر عمره واستقر بها وكان يقوم بواجباته الدينية من التدريس والإرشاد والوعظ. تشير المصادر الشيعية بأنه قتل في السوق بيد رجل قصاب أسمه أبو مجداد ويؤكدون أن ذلك مرتبط بالسلفية الوهابية. نظم بالعربية والفارسية وله شعر كثير في المناسبات الدينية والغزل.

## سيرته
هو علي بن محمد بن عبد الله بن حسن بن علي بن عبد النبي آل الرمضان الخزاعي الأحسائي. ينتهي نسبه إلى الشاعر دعبل الخزاعي. وآل رمضان في الأحساء، أسرة مسلمة بزرت منهم عدد من رجال العلم والأدب. 

ولد علي بن محمد بمدينة الهفوف بحدود سنة 1185 هـ/ 1771 م وفيها نشأ تحت رعاية والده الفقيه محمد، كما تقلى في الأحساء أوليات علوم على يده وغيره من الأعلام.

### في بلاد فارس
ثم هاجر إلى بلاد فارس لتحصيل العلوم الدينية وأقام في مدينة شيراز حيث كان بها عدد من علماء الأحساء والبحرين وبقي هناك ردحًا من الزمن مستفيدًا منهم، وأهم أساتذته هم: حسين بن عيسى البحراني وصدر الدين العاملي، وسليمان الحسيني النائيني وعبد المحسن اللويمي. طوف في بلاد فارس فزار شيراز ويزد وسيرجان وكرمان كما زار مشهد في خراسان ومدح أعيانها وعلمائها. وكان يجيد الفارسية وينظم الشعر بها.

وقضى معظم حياته في السياحة والأسفار متجولًا في بلدان عديدة. واستقرت به الدار أخيرًا في مدينة شيراز حيث قضى هناك معظم أيامه.

### في الأحساء
وفي سنة 1240 هـ/ 1825 م توفي والده في سلماباد بالبحرين وكان هو بصحبته فأثّر فيه ذلك. ثم عاد إلى مسقط رأسه الهفوف في أواخر عمره واستقر بها وكان يقوم بواجباته الدينية من التدريس والإرشاد والوعظ ومن أبرز تلاميذه في تلك الفترة هو أحمد بن محمد بن مال الله الأحسائي. 

وفي سنة 1264 هـ/ 1848 م اشترى له منزلًا في وطنه الهفوف بمحلة الفوارس. وكان له صداقات وعلاقات واسعة من كثير من علماء وشعراء عصره.

## قتله
تذكر مصادر الشيعية بأنه قتل «شهيدًا» وبدأت قصة استشهاده بنقل أحفاده وهو تدور حول خلاف قاضي الأحساء الرسمي ذلك الحين مع علي الرمضان في العقائد وقد حصلت بينهما مناظرات في مجالس مختلفة أدت إلى فشل القاضي. وسُجِن علي الرمضان بيده وبعد مدة أطلق سراحه وسمح له بالعودة إلى المنزل، وقبل وصله إلى دار سكناه، أصدر القاضي حكمًا بقتله أين ما وجد، وأمر مناديه ينادي في السوق عن حكمه ضد علي الرمضان، وكان الرمضان في طريقه من سجنه إلى منزله مارًا بسوق البلدة «فانهال عليه الأوباش وسفلة السوق والقصابون ورشقوه بالحجارة وضربوه بالحديد والأخشاب والسكاكين حتى سقط إلى الأرض مضرجًا بدمائه، وبينما هو يجود بنفسه إذ قصده أحد القصابين وأسمه علي إبو مجداد وبيده عظم فخذ بعير فضرب الشيخ علي على رأسه وفلق هامته ففاضت روحه...» وذلك في سنة 1265 هـ/ 1849 م، بمدينة الهفوف.

وقد رثاه تلميذه أحمد الصفار بقصيدة وصف فيها الحادثة وما جرى لأستاذه.

## حياته الشخصية
خلف ثلاثة أبناء هم أحمد ومحمد وحسين.

## شعره
شعره تتنوع أغراضه بين الرثاء والمدح، وذكر بعض المناسبات الاجتماعية، فضلاً عن الغزل العفيف، وأراجيز. وقد نظم بالعربية والفارسية وله شعر كثير في المدح والرثاء النبي محمد والأئمة الإثني عشر وكان يعد في عصره من الشعراء والأدباء البارزين ويضم ما بقي من ديوانه حوالي ألف بيت فيه الغزل والفكاهة والمديح والرثاء وغيره. من أشعاره في الغزل:

## مؤلفاته
- ديوان شعر كبير في مجلدين، مفقود
- الكشكول، في مجلدين
- رسائل إخوانية